# Tjålmak (Jokkmokks socken, Lappland, 736685-171287)
Tjålmak är en sjö i Jokkmokks kommun i Lappland och ingår i Luleälvens huvudavrinningsområde. Sjön har en area på 0,0904 kvadratkilometer och ligger 182,6 meter över havet. Tjålmak ligger i Aspberget Natura 2000-område.

## Delavrinningsområde
Tjålmak ingår i det delavrinningsområde (736658-171281) som SMHI kallar för Utloppet av Tjålmak. Medelhöjden är 198 meter över havet och ytan är 0,43 kvadratkilometer. Det finns ett avrinningsområde uppströms, och räknas det in blir den ackumulerade arean 2,29 kvadratkilometer. Vattendraget som avvattnar avrinningsområdet har biflödesordning 3, vilket innebär att vattnet flödar genom totalt 3 vattendrag innan det når havet efter 135 kilometer. Avrinningsområdet består mestadels av skog (80 procent). Avrinningsområdet har 0,09 kvadratkilometer vattenytor vilket ger det en sjöprocent på 20,3 procent.